# Que la fête commence
Que La Fête Commence é um filme francês de 1975 dirigido por Bertrand Tavernier e estrelado por Philippe Noiret. O filme é um drama histórico que se passa durante o século XVIII na França.

## Elenco
- Philippe Noiret - Philippe d'Orléans
- Jean Rochefort - L'abbé Dubois
- Jean-Pierre Marielle - Le marquis de Pontcallec
- Christine Pascal - Emilie
- Alfred Adam - Villeroi
- Jean-Roger Caussimon - Le cardinal
- Gérard Desarthe - Duke of Bourbon
- Michel Beaune - Le capitaine La Griollais
- Monique Chaumette - La gouvernante de Pontcallec
- François Dyrek - Montlouis
- Jean-Paul Farré - Le père Burdo
- Nicole Garcia - La Fillon
- Raymond Girard - Chirac
- Jacques Hilling - L'abbé Gratellard
- Bernard La Jarrige - Amaury de Lambilly
- Michel Blanc - Le valet de chambre de Louis XV
- Christian Clavier - Le valet de l'auberge / Pickpocket
- Thierry Lhermitte - Count of Horn